# ジャン・ヤマン
ジャン・ヤマン（Can Yaman、1989年11月8日 - ）は、トルコのイスタンブール出身で、トルコ、イタリアなどで活動している俳優。

## 生い立ち
トルコのイスタンブールで、税関職員の父と事務員の母の元に誕生。
父方の祖父はコソボ出身のコソボ系アルバニア人、父方の祖母は北マケドニア出身のアルバニア人 。おじは、トルコのサッカーの元選手で、コーチも務めているFuat Yaman。
両親が経済的に困窮していたため、幼いころは祖母たちが彼の養育と世話に深く関わっていた。彼が5歳の時に両親は離婚している。
Bilfenカレッジの初等科と中等科を卒業後、イスタンブールのイタリアンスクールで学び、同校の創立以来最高の成績で卒業した。高校在学中にアメリカのオハイオ州に交換留学で行った。
トルコ語、イタリア語、英語、ドイツ語に堪能で、スペイン語も話す。
2012年に奨学金を得てイェディテペ大学法学部に入学。在学中に交換プログラムでワシントン州にも渡米経験あり。卒業後、プライスウォーターハウスクーパースで働き始めた。
24歳になるころには、M&Aの仕事に携わり、トルコの経済新聞Dünya紙の税務欄で記事を書いていた。
企業法務の分野で成功を収めつつあった彼は、企業での生活が自分に向いていないことにも気づいていた。
彼は2018年、Hello!誌に次のように語っている。
「開放的な視野を持ちたいと感じていたので、スーツを着てオフィスに座っているのは、とても苦痛でした。年休をもらったとき、私は戻らずに辞めました。次に同僚が私を見たのはテレビでした」。
夏期休暇中にボドルムを訪れ、そこで現在の俳優業マネージャーとなるCüneyt Sayıl と İlker Bilgiに出会った。
2021年、イタリアの女性司会者ディレッタ・レオッタと交際開始、互いの両親にも会ったが、その年の暮れ破局したと伝えられる。

## キャリア
ショービジネスでの最初の仕事は、Gulnur Gokceの「Porselen Dusler」という曲のミュージック・ビデオに出演した浮気性の夫役だった。
2014年に『Gönül İşleri』に出演。
2015年、『İnadına Aşk』で主演。
2016年、『Hangimiz Sevmedik』で主演
。
2017年にTVシリーズ『ドルナイ（トルコ語: Dolunay）』で国際的にブレイクした。この成功で、彼はイタリアでもキャリアを継続することになった。
2018年から2019年にかけては、トルコのロマンチックコメディシリーズ『エルケンジ・クシュ（トルコ語: Erkenci Kuş/Daydreamer）』で主役の一人 "ジャン・ディビット"をデメット・オズデミールの相手役として演じた。このシリーズで2018年トルコでゴールデンバタフライアワードロマンチックコメディ部門主演男優賞を受賞、2019年にはレバノンでMurex d'Orを受賞。他にも国際的ないくつかの演技賞にノミネートもされた。
第7回 GQ MEN OF THE YEAR 2019を受賞。
トルコの短編シリーズ『バイ・ヤンルシュ（トルコ語: Bay Yanlış/Mr.Wrong）』で主役を演じ、2020年6月にFOXで放送された。このシリーズで、LATAM PRODU 2020 Awardsの外国シリーズ部門の最優秀男優賞にノミネートされた。
俳優としての活動に加え、イタリアとトルコのさまざまなブランドの顔を務め、慈善団体「Can Yaman for Children」に時間を捧げている。

## 主な出演

### テレビドラマ
| 年        | タイトル                                           | 役名                                        | 備考       |
| --------- | -------------------------------------------------- | ------------------------------------------- | ---------- |
| 2014      | Gönül İşleri                                       | Bedir Kocadağ                               | 主役       |
| 2015–2016 | İnadına Aşk                                        | Yalın Aras                                  | 主役       |
| 2016–2017 | Hangimiz Sevmedik                                  | Tarık Çam                                   | 主役       |
| 2017      | ドルナイ （Dolunay）                               | フェリット・カヤ・アスラン Ferit Kaya Aslan | 主役       |
| 2018–2019 | エルケンジ・クシュ （Erkenci Kuş/Daydreamer）      | ジャン・ディビット Can Divit                | 主役       |
| 2020      | バイ・ヤンルシュ （Bay Yanlış/Mr.Wrong）           | オズグル・アタソイ Özgür Atasoy             | 主役       |
| 2021      | Che Dio ci Aiuti                                   | Gino                                        | ゲスト出演 |
| 2022      | ヴィオラ シチリア島のミステリー Viola come il mare | フランチェスコ･デミール Francesco Demir     | 主役       |

### Webドラマ
| 年         | タイトル | 役名          | 備考 |
| ---------- | -------- | ------------- | ---- |
| 2023～現在 | El Turco | Hasan Balaban | 主役 |

### CM
| 年        | 企業                | 役務                  |
| --------- | ------------------- | --------------------- |
| 2018      | CepteTEB            | ブランド アンバサダー |
| 2018      | DESA                | ブランド アンバサダー |
| 2020      | Pasha Fencer        | ブランド アンバサダー |
| 2020–2022 | TUDORS              | ブランド アンバサダー |
| 2021      | De Cecco            | ブランド アンバサダー |
| 2022      | メルセデス・ベンツ  | ブランド アンバサダー |
| 2022      | Disney+             | ブランド アンバサダー |
| 2022      | ドルチェ&ガッバーナ | ブランド アンバサダー |

### ミュージック・ビデオ
| 年   | 歌手         | 曲名              | 備考       |
| ---- | ------------ | ----------------- | ---------- |
| 2013 | Gülnur Gökçe | "Porselen Düşler" | 役者として |

## 受賞とノミネート
| 年   | 賞                                  | カテゴリー                             | ノミネートされた作品 または仕事                               | 結果       | 出典 |
| ---- | ----------------------------------- | -------------------------------------- | ------------------------------------------------------------- | ---------- | ---- |
| 2017 | Golden Butterfly Awards             | Best Romantic Comedy Actor             | ドルナイ (Dolunay)                                            | ノミネート |      |
| 2017 | Golden Butterfly Awards             | Best TV Couple                         | ドルナイ (Dolunay) Özge Gürelと共有                           | ノミネート |      |
| 2018 | Golden Butterfly Awards             | Best Romantic Comedy Actor             | エルケンジ・クシュ (Erkenci Kuş)                              | 受賞       |      |
| 2018 | Golden Butterfly Awards             | Best TV Couple                         | エルケンジ・クシュ (Erkenci Kuş) デメット・オズデミールと共有 | ノミネート |      |
| 2019 | Golden Butterfly Awards             | Best Actor in a Romantic Comedy Series | エルケンジ・クシュ (Erkenci Kuş)                              | ノミネート |      |
| 2019 | Golden Butterfly Awards             | Best TV Couple                         | エルケンジ・クシュ (Erkenci Kuş) デメット・オズデミールと共有 | ノミネート |      |
| 2019 | Golden Star Awards                  | Best TV Series Actor                   | エルケンジ・クシュ (Erkenci Kuş)                              | 受賞       |      |
| 2019 | Murex d'Or                          | Best Foreign Actor                     | エルケンジ・クシュ (Erkenci Kuş)                              | 受賞       |      |
| 2019 | E!News TV                           | Top Leading Man                        | エルケンジ・クシュ (Erkenci Kuş)                              | 受賞       |      |
| 2020 | PRODU Awards                        | Best Actor in Foreign Series - Talento | バイ・ヤンルシュ (Bay Yanlış)                                 | ノミネート |      |
| 2021 | Filming Italy Best Movie Award 2021 | TV Personality of the Year 2021        |                                                               | 受賞       |      |
| 2021 | Golden Butterfly Awards             | Best Actor in a Romantic Comedy Series | バイ・ヤンルシュ(Bay Yanlis)                                  | ノミネート |      |
| 2022 | Monte Carlo Film Festival of Comedy | Social Responsibility Award            | チャリティー活動                                              | 受賞       |      |
| 2022 | Filming Italy Sardegna 2022         | Creativity Award                       | チャリティー活動                                              | 受賞       |      |
| 2022 | Filming Italy Best Film 2022        | International Award 2022               |                                                               | 受賞       |      |